# Victoria Pendleton
Pour les articles homonymes, voir Pendleton.
Victoria Pendleton née le 24 septembre 1980 à Hitchin (Hertfordshire), est une ancienne coureuse cycliste britannique. Spécialiste de la vitesse individuelle et par équipes sur piste, elle est respectivement sextuple et double championne du monde de ces disciplines. Elle est également double championne olympique.

## Biographie

### Enfance et jeunesse
Née à Stotfold, dans le Bedfordshire, Victoria Pendleton dispute sa première compétition à 9 ans. Il s'agit d'une course de 400 mètres sur une piste en herbe. Elle est repérée à 16 ans par l'entraîneur national adjoint de cyclisme sur piste Marshal Thomas. Souhaitant poursuivre ses études, elle décroche un diplôme en science du sport et de l'exercice à l'université de Northumbria, à Newcastle upon Tyne. Elle parvient néanmoins à enregistrer quelques succès sur piste avant d'être diplômée et de devenir cycliste professionnelle.

### Carrière cycliste

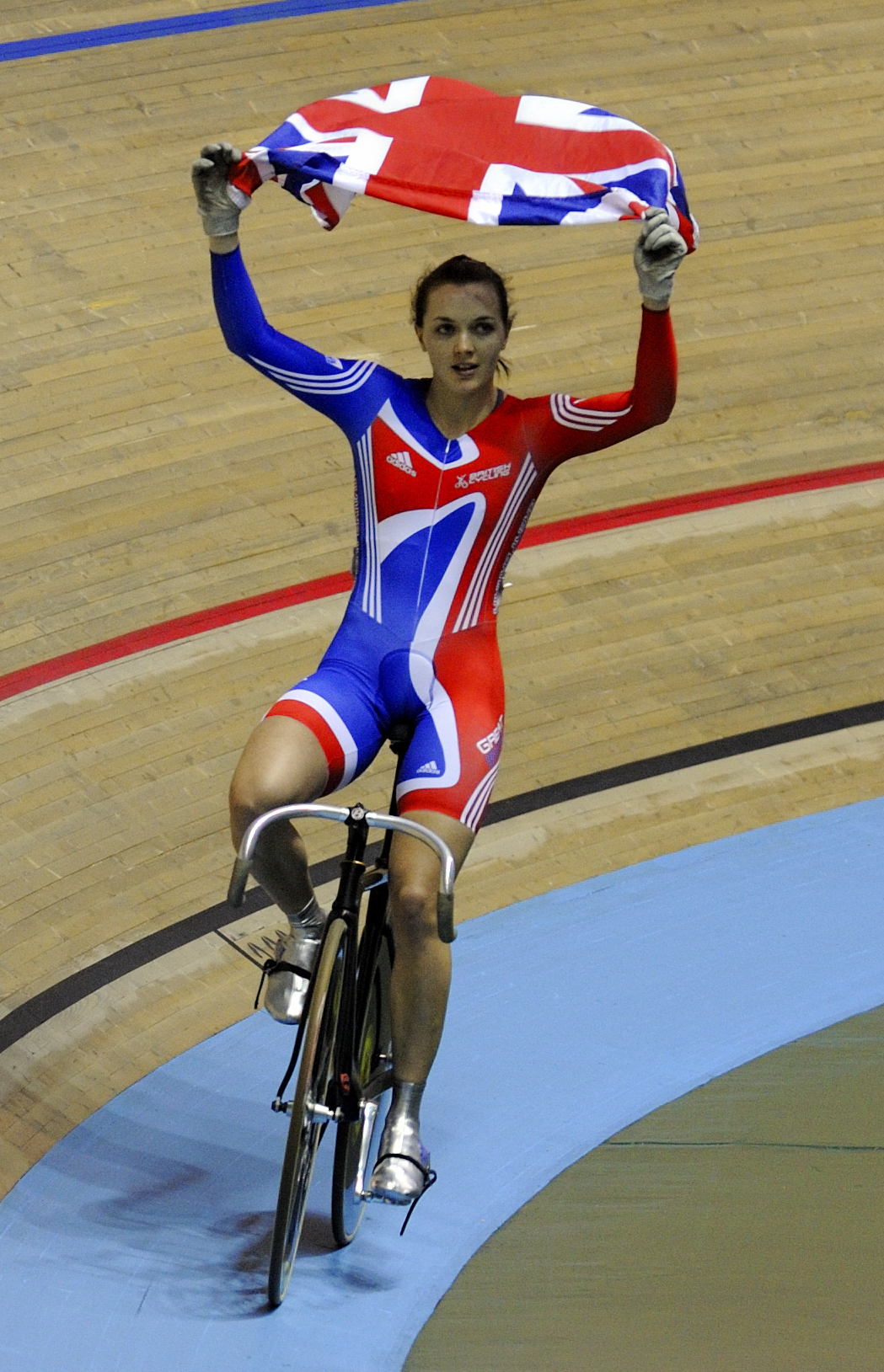
Victoria Pendleton aux championnats du monde 2008

Pendleton décroche une médaille de bronze et trois en argent aux championnats de Grande-Bretagne de cyclisme sur piste en 2001, alors qu'elle est encore étudiante. En 2002, elle se qualifie pour les jeux du Commonwealth où elle représente l'Angleterre et termine quatrième de la vitesse individuelle. Elle se classe une nouvelle fois quatrième de la vitesse aux championnats du monde de 2003 à Stuttgart et de 2004 à Melbourne. Elle remporte le classement final de la coupe du monde 2004 en vitesse, après avoir remporté l'épreuve de Manchester.
Aux Jeux olympiques de 2004 à Athènes, elle termine sixième du 500 mètres et neuvième de la vitesse.
Aux mondiaux de 2005, elle conquiert son premier titre majeur en remportant la vitesse individuelle. Elle est la quatrième coureuse britannique championne du monde en 40 ans.
Aux jeux du Commonwealth de 2006 à Melbourne, elle gagne la médaille d'argent du 500 mètres et l'or en vitesse individuelle.
Aux championnats du monde de cyclisme sur piste 2007, elle est sacrée championne du monde en vitesse individuelle, en vitesse par équipes avec Shanaze Reade et en keirin. En fin de saison, elle est élue Sportive de l'année par le Sunday Times, devenant la première cycliste couronnée depuis la création du prix 20 ans auparavant. Elle est également élue sportive de l'année 2007 par l'association des journalistes sportifs de Grande-Bretagne.
Aux championnats du monde 2008 à Manchester, elle s'impose à nouveau en vitesse individuelle et par équipes, et obtient la médaille d'argent en keirin. Plus tard dans la saison, elle remporte le tournoi olympique de vitesse en battant en finale l'Australienne Anna Meares, la Chinoise Guo Shuang remportant pour sa part la médaille de bronze. Pendenton domine totalement le tournoi, ne laissant échapper aucune manche. En janvier 2009, elle est nommée membre de l'ordre de l'Empire britannique (MBE).
Elle remporte ses quatrième et cinquième titres de championne du monde de vitesse en 2009 et 2010.
Le 3 août 2012, elle remporte l'épreuve de keirin au lendemain de son déclassement en vitesse par équipes. Elle prend également la médaille d'argent du tournoi de vitesse individuelle, battue en finale par sa rivale, l'Australienne Anna Meares. Elle prend sa retraite à l'issue de l'année 2012.
En janvier 2013, elle est nommée commandeur de l'ordre de l'Empire britannique (CBE).

### L'après carrière
En septembre 2014, elle devient présentatrice à la BBC. En février 2015, alors qu'elle est totalement débutante en équitation, elle annonce vouloir devenir jockey amateur avec l'ambition de prendre part au CGA Foxhunter Chase, une course hippique réputée se disputant le 18 mars 2016 à Cheltenham. Elle fait ses débuts en compétition en août 2015, terminant deuxième du Betfair Novice Flat Amateur Riders 'Handicap à Ripon sur Royal Etiquette. Elle remporte sa première course le 2 mars 2016, guidant Pacha Du Polder, à la victoire à Wincanton. Le 18 mars 2016, à nouveau sur Pacha Du Polder, elle réalise son objectif de participer à la Foxhunter Chase 2016, à Cheltenham, surpassant les attentes de nombreux experts en terminant cinquième. Elle décrit le résultat comme « probablement la plus grande réalisation de ma vie ».

### Hors compétition
En 2009, elle figure sur la couverture du numéro de juillet 2009 du magazine masculin FHM,. Elle figure également dans le numéro de janvier 2012 du magazine Harper's Bazaar. En février 2012, Halfords lance une gamme de vélos pour femmes de la marque Pendleton, dont le Somerton (un vélo de ville), l'Initial (un vélo de route) Brooke et le Dalby (deux vélos hybrides) sur lesquels Pendleton a travaillé comme consultante en design. Elle est « ambassadrice de la marque » pour les produits de soins capillaires Pantene en 2012. Elle fait l'objet d'un programme de télévision de la BBC diffusé peu avant les Jeux de 2012, disputés à domicile.
Pendleton est une des concurrentes lors de la série 10 de Strictly Come Dancing, dans lequel son partenaire professionnel est Brendan Cole. Elle est la septième des quatorze célébrités à quitter le spectacle le 25 novembre.
L'autobiographie de Pendleton Between the Lines est publiée après sa retraite en septembre 2012. 
En mai 2018, elle tente de gravir l'Everest, mais doit abandonner à 6 400 mètres, à cause des effets de l'hypoxie.

## Vie privée
La relation de Pendleton avec Scott Gardner, scientifique sportif au sein de l'équipe britannique de cyclisme, a posé quelques problèmes au couple, car il a été jugé peu professionnel que deux membres de l'équipe soient impliqués de manière romantique. À la suite des Jeux olympiques de 2008, quand elle est devenue plus connu, Gardner a été obligé de quitter l'équipe, mais par la suite a été réembauché. Pendleton et Gardner se sont mariés en septembre 2013.
En 2019, elle confie avoir pensé au suicide l'année précédente, après la fin de son mariage et son échec à atteindre le sommet de l'Everest. Par la suite, elle est devenue mécène de « The Wave Project », une organisation qui utilise le surf comme thérapie pour les jeunes qui connaissent des difficultés psychologiques.

## Palmarès

### Jeux olympiques
- Pékin 2008
  -  Championne olympique de la vitesse individuelle
- Londres 2012
  -  Championne olympique du keirin
  -  Médaillée d'argent de la vitesse individuelle
  - 8e de la vitesse par équipes (avec Jessica Varnish)

### Championnats du monde
- Los Angeles 2005
  -  Championne du monde de vitesse individuelle
- Bordeaux 2006
  -  Médaillée d'argent en vitesse individuelle
- Palma de Majorque 2007
  -  Championne du monde de vitesse par équipes (avec Shanaze Reade)
  -  Championne du monde de vitesse individuelle
  -  Championne du monde de keirin
- Manchester 2008
  -  Championne du monde de vitesse par équipes (avec Shanaze Reade)
  -  Championne du monde de vitesse individuelle
  -  Médaillée d'argent en keirin
- Pruszkow 2009
  -  Championne du monde de vitesse individuelle
  -  Médaillée d'argent de la vitesse par équipes (avec Shanaze Reade)
  -  Médaillée de bronze du 500 mètres
  - 11e du keirin
- Ballerup 2010
  -  Championne du monde de vitesse individuelle
  -  Médaillée d'argent en keirin
- Apeldoorn 2011
  -  Médaillée d'argent de la vitesse par équipes (avec Jessica Varnish)
  -  Médaillée de bronze de la vitesse
  - 7e du keirin
- Melbourne 2012
  -  Championne du monde de vitesse individuelle
  - 4e de la vitesse par équipes (avec Jessica Varnish)
  - 12e du keirin

### Coupe du monde
- 2003 
  - 1re du scratch à Sydney
  -  2e de la vitesse à Sydney
- 2004
  - 1re de la vitesse à Manchester
  - 3e du 500 mètres à Manchester
- 2004-2005 
  - 1re du keirin à Los Angeles
  - 2e de la vitesse à Manchester
  - 2e du 500 mètres à Manchester
- 2005-2006
  - 2e de la vitesse à Moscou
  - 3e du 500 mètres à Manchester
  - 3e du keirin à Manchester
- 2006-2007
  - Classement général de la vitesse
  - 1re de la vitesse à Manchester
  - 1re du keirin à Moscou
  - 1re du keirin à Manchester
  - 1re du 500 mètres à Manchester
  - 2e de la vitesse à Sydney
- 2007-2008 
  - 1re du keirin à Sydney
  - 1re de la vitesse par équipes à Copenhague (avec Shanaze Reade)
  - 2e de la vitesse à Pekin
  - 2e de la vitesse à Copenhague
- 2008-2009 
  - 1re de la vitesse à Manchester
  - 1re de la vitesse à Copenhague
  - 1re du 500 mètres à Manchester
- 2009-2010 
  - 1re de la vitesse à Manchester
  - 2e du 500 mètres à Manchester
- 2010-2011
  - Classement général de la vitesse
  - 1re du keirin à Cali
  - 1re de la vitesse par équipes à Cali (avec Jessica Varnish)
  - 2e de la vitesse par équipes à Melbourne
  - 2e de la vitesse à Melbourne
  - 2e de la vitesse à Cali
  - 3e de la vitesse à Manchester
  - 3e du keirin à Manchester
- 2011-2012
  - 1re de la vitesse par équipes à Londres (avec Jessica Varnish)

### Jeux du Commonwealth
- Melbourne 2006
  -  Médaillée d'or de la vitesse individuelle
  -  Médaillée d'argent du 500 mètres

### Championnats d'Europe
- Pruszków 2010
  -  Médaillée d'argent de la vitesse par équipes

- Apeldoorn 2011
  -  Championne d'Europe de vitesse par équipes (avec Jessica Varnish)
  -  Championne d'Europe du keirin

### Championnats nationaux
- Championne de Grande-Bretagne de vitesse individuelle (9) : 2002 à 2010
- Championne de Grande-Bretagne du 500 mètres (8) : 2002, 2003, 2004, 2005, 2006, 2007, 2009 et 2010
- Championne de Grande-Bretagne du scratch (3) : 2003, 2005 et 2006
- Championne de Grande-Bretagne du keirin (7) : 2003, 2005, 2006, 2007, 2008, 2009 et 2010
- Championne de Grande-Bretagne de la course derrière derny (2) : 2006 et 2007
- Championne de Grande-Bretagne de vitesse par équipes (2) : 2008 et 2011

## Distinctions
- UEC Hall of Fame[17]